# 伊計島
伊計島（日语：／ Ike-jima、琉球語：／ ）是日本沖繩縣宇流麻市與那城（原中頭郡與那城町）下屬的一個島嶼，面積1.75平方公里。
伊計島位於金武灣（國頭郡金武町）出口的右岸位置，東臨太平洋，建有伊計大橋連接相鄰的宮城島，也是沖繩縣道10號伊計平良川線（通稱海中道路）的終點，經宮城島、平安座島與沖繩本島相通。
島上有貝塚時代的遺址仲原遺跡，為日本國家指定史跡。
截至2005年，島嶼有359名常住人口。

## 外部連結
- 島上巴士時刻表（旭橋駅前（那覇） ～ 伊計共同売店前）
- 平安座綜合巴士 （页面存档备份，存于）
- 宇流麻市役所 （页面存档备份，存于）
- 海上保安廳伊計島灯台